# Mattertal

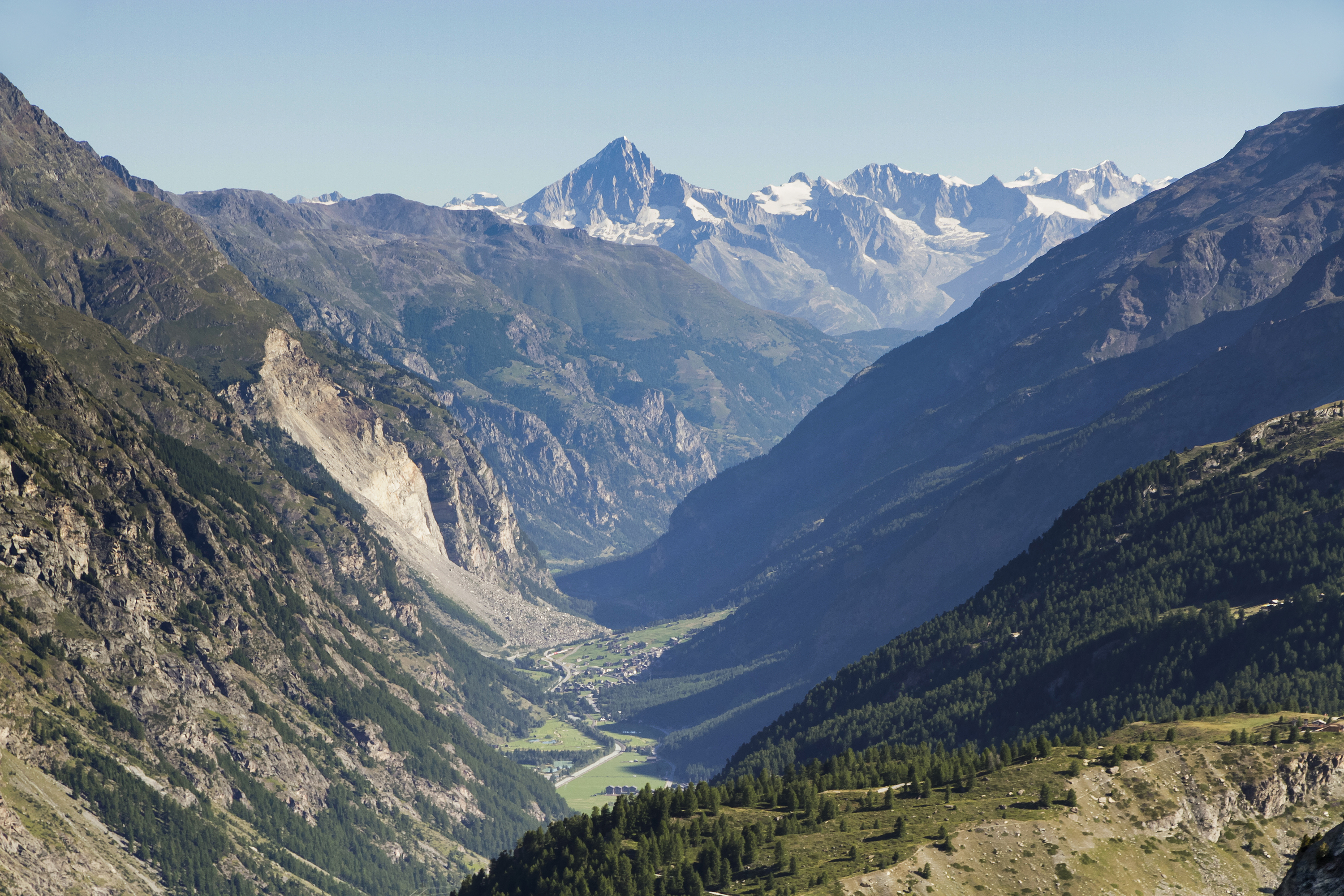
Dolina Mattertal. W dole miejscowość Randa

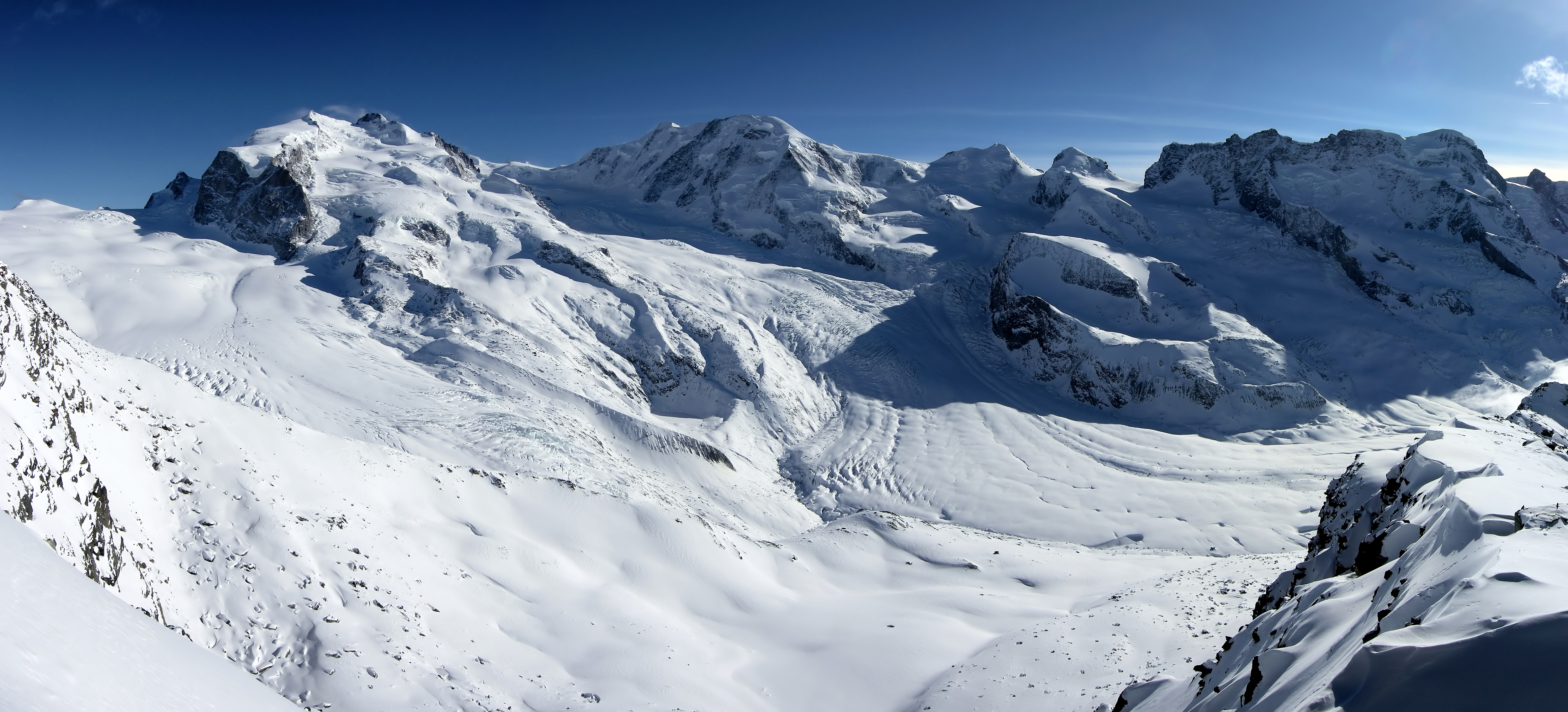
Widok z Gornergat na masyw Monte Rosa (z najwyższym szczytem Szwajcarii Dufourspitze) i otaczające go lodowce

Mattertal (fr. Vallée de Saint-Nicolas lub Vallée de Zermatt) – dolina w Szwajcarii w kantonie Valais, w Alpach Pennińskich. Jej wylot znajduje się w miejscowości Stalden, gdzie dolina Vispertal rozdziela się na dwie doliny: zachodnią Mattertal i wschodnią Saastal. Stamtąd Mattertal biegnie na południe między masywami Weisshornu od zachodu oraz Mischabel i Allalin od wschodu i dochodzi do położonych wśród lodowców masywów Monte Rosa, Matterhorn i Breithorn – Lyskamm na granicy z Włochami. Znajduje się tu m.in. drugi co do wielkości lodowiec Alp – Gornergletscher. Przez dolinę przepływa potok Matter Vispa. 
Największą miejscowością  jest położony w górnej części doliny Zermatt. Inne większe miejscowości to Täsch, Randa i St. Niklaus.

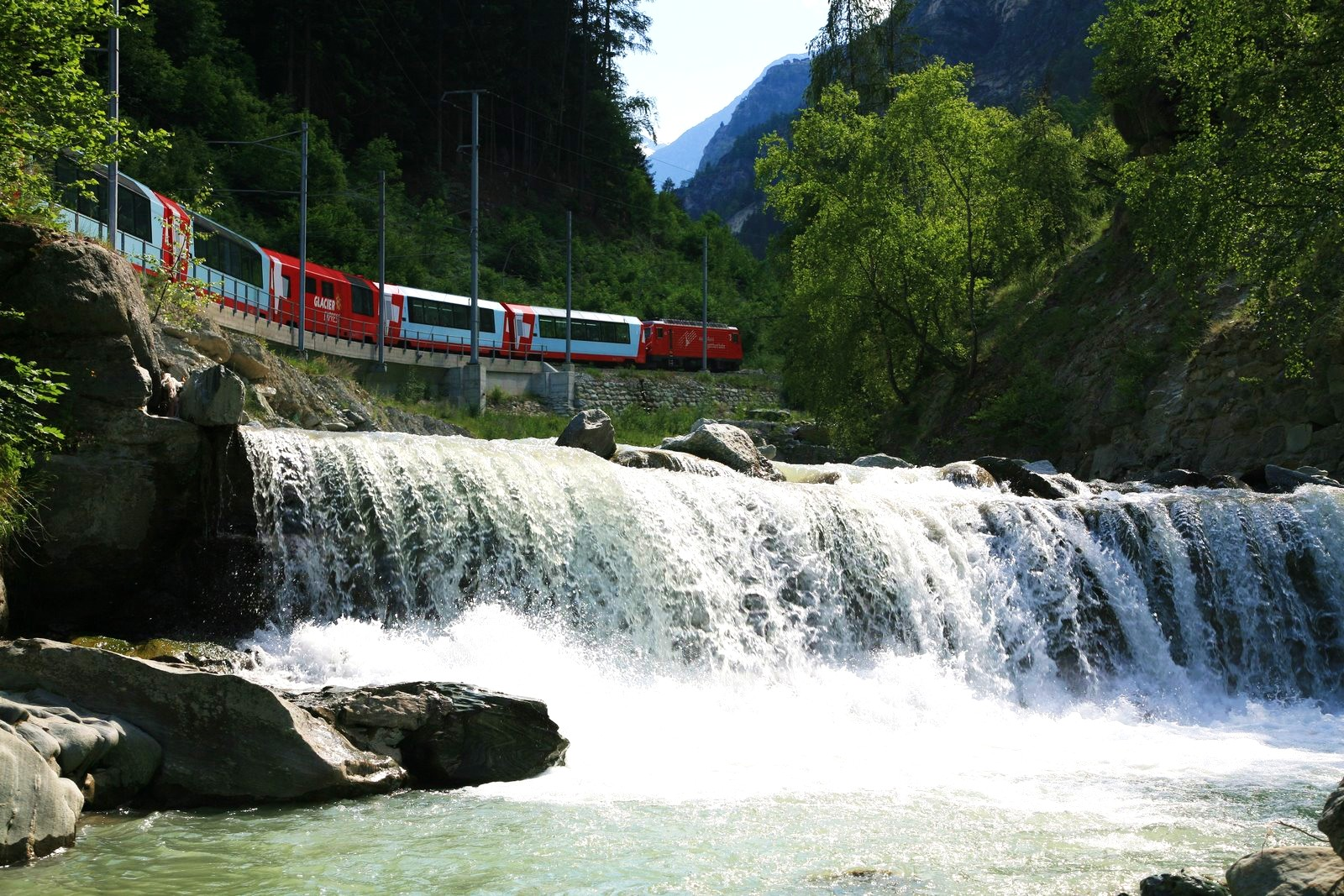
Glacier Express

Przez dolinę, na stromych zboczach masywu Mischabel, przebiega droga łącząca Stalden z Täsch. Dalej, do Zermatt, nie prowadzi już żadna ogólnodostępna droga. Istnieje natomiast zębata linia kolejowa łącząca Visp (przez Stalden i Täsch) z Zermatt. Kursuje na niej lokalny elektryczny pociąg, a także Glacier Express z St. Moritz i Davos do Zermatt.